# Vavdi Dharvala
Vavdi Dharvala (Waori Dharwala) fou un estat tributari protegit de l'agència de Kathiawar, prant de Gohelwar, presidència de Bombai. Estava format per 4 pobles amb 2001 habitants el 1901. La nissaga governant era rajput gohel i hi havia cinc tributaris separats. La superfície era d'uns 10 km². Els ingressos estimats eren de 10.000 rupies i pagava 1319 rupies com a tribut repartides entre el nawab de Junagarh (28 rupies) i el Gaikwar de Baroda (que rebia més part;: 1291). El tribut el 1901 va pujar conjuntament a 1531 rupies.